# Anticlericalismo

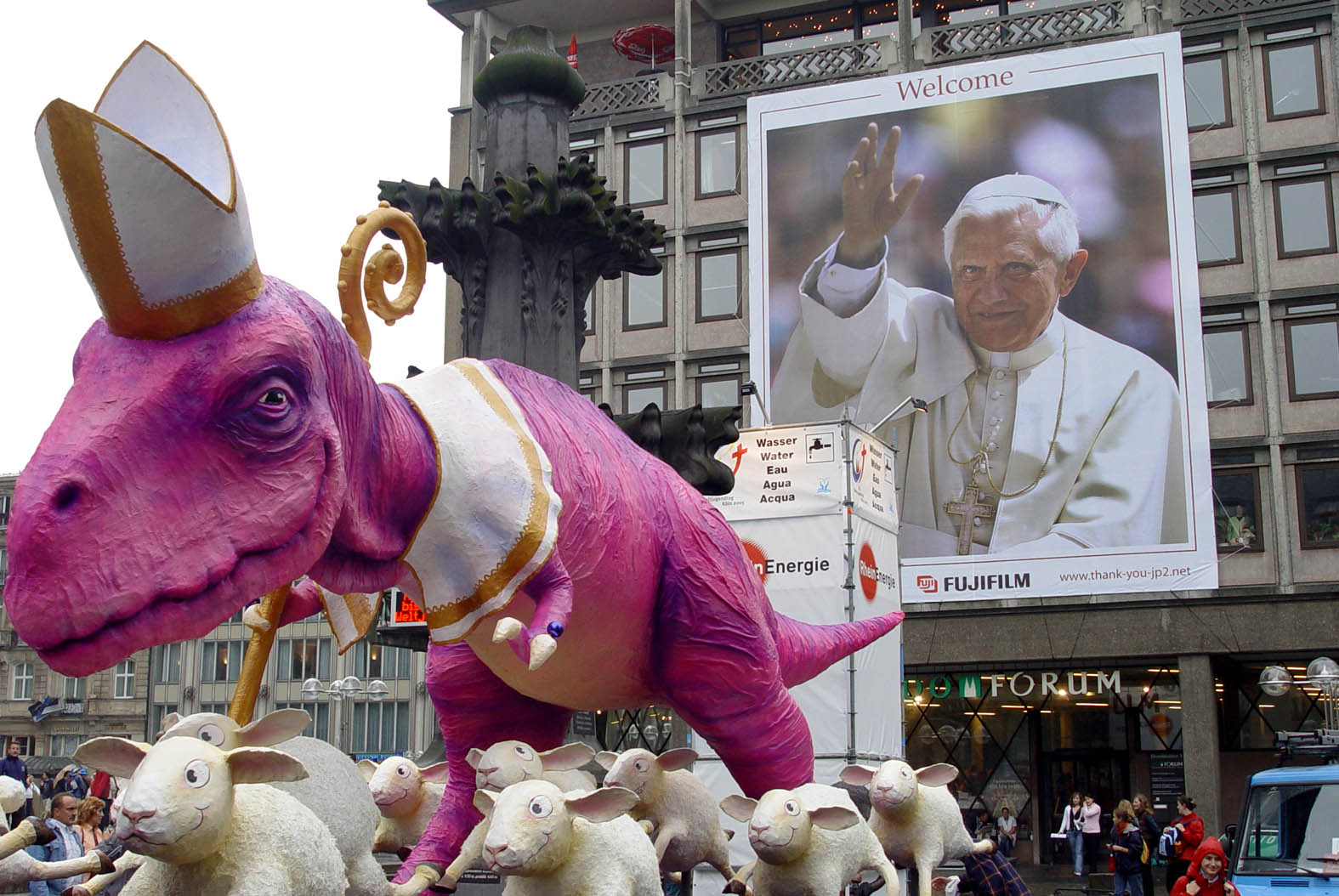
Escultura de um dinossauro rodeado de ovelhas como crítica à Igreja Católica e ao Papa Bento XVI, exibida na Jornada Mundial da Juventude de 2005, em Colónia, Alemanha.

O anticlericalismo é a oposição à autoridade religiosa, normalmente em questões sociais ou políticas. O anticlericalismo histórico tem se oposto principalmente à influência do catolicismo romano. O anticlericalismo está relacionado ao secularismo, que busca separar a igreja da vida pública e política.
Alguns se opuseram ao clero com base na corrupção moral, questões institucionais e/ou divergências na interpretação religiosa, como durante a Reforma Protestante. O anticlericalismo existiu de uma forma ou de outra ao longo de quase toda a história do cristianismo. Foi extremamente violento durante a Revolução Francesa, porque os revolucionários afirmaram que a Igreja desempenhou um papel fundamental nos sistemas de opressão que levaram a ela. Muitos clérigos foram mortos e os governos revolucionários franceses tentaram colocar os padres sob o controle do Estado, tornando-os funcionários.  
O anticlericalismo difere do chamado laicismo, pois implica uma hostilidade aberta face ao mundo clerical, pelo fato da sua influência social ou política. O laicismo apenas rejeita a influência da Igreja na esfera pública, considerando que os assuntos religiosos pertencem à esfera privada de cada indivíduo.

## Movimento
É um movimento histórico que se caracteriza por condenar a influência dominante de instituições religiosas, especialmente contra o clero da Igreja Católica. Sua atitude denota uma crítica à instituição eclesiástica e à hierarquia católica em geral, o que não implica necessariamente anticristianismo. Ou seja, é possível que uma mesma pessoa mantenha uma posição anticlerical e seja cristã.

## Conceitos
O ativista anticlerical critica a acção política e social das instituições religiosas. O anticlericalismo é mais frequente contra o Cristianismo, mas há atitudes anticlericais contra as demais religiões.
O anticlericalismo foi um sentimento presente no Iluminismo, Revolução francesa, revoluções proletárias e/ou socialistas e liberais. No século XVII, essa postura readquiriu um novo vigor, na medida em que a burguesia, que já possuía e controlava o poder económico, era dada mais para o materialismo e menos para o lado espiritual. Como consequência, existem países laicos que barraram (ou reduziram) a influência clerical em sua política (e até mesmo estatizando as propriedades clericais), servindo de exemplo países como França, Uruguai, Cuba, Venezuela, Itália, República Checa etc.

## Europa
Durante a Reforma Protestante, o anticlericalismo resultou da oposição aos privilégios legais políticos e económicos do clero.

### Revolução francesa
Durante a Revolução Francesa, a Constituição Civil do Clero  foi aprovada em 12 de julho de 1790, exigindo que todos os clérigos jurassem lealdade ao governo francês e, por extensão, à cada vez mais anticlerical Assembleia Nacional Constituinte. Todos, exceto sete dos 160 bispos, recusaram o juramento, assim como cerca de metade dos párocos.  Os padres que não se comprometiam  eram exilados ou presos e mulheres a caminho da missa eram espancadas nas ruas.  A perseguição violenta do clero e  dos fiéis  foi o primeiro estopim duma rebelião popular contra os revolucionários;  o segundo sendo o recrutamento.
Muitas igrejas foram convertidas em "templos da razão", nos quais se realizavam serviços ateístas. Como parte da campanha para descristianizar a França, em Outubro de 1793 o calendário cristão foi substituído por um que se iniciava a partir da data da Revolução, e foram programados Festivais da Liberdade, da Razão e do Ser Supremo. Surgiram novas formas de religião moral, incluindo o Culto do Ser Supremo e o primeiro culto ateu patrocinado pelo Estado em França, o Culto da Razão.

### Vaticano
Em Agosto de 2018. o próprio Papa Francisco criticou o clericalismo  na Igreja Católica, por criar uma cultura em que o abuso criminoso era generalizado e esforços extraordinários eram feitos para manter os crimes ocultos.
O Papa apontou o clericalismo como uma doença na Igreja, uma doença que pretende  que "a Igreja" significa "sacerdotes e bispos", e ignora ou minimiza a contribuiçao dos leigos. O clericalismo, disse ele, envolve tentar "substituir ou silenciar ou ignorar ou reduzir o povo de Deus a pequenas elites".
"Dizer 'não' ao abuso é dizer um enfático 'não' a todas as formas de clericalismo", escreveu o Papa numa carta aos católicos.